# 近加拉虎耳草
近加拉虎耳草（学名：Saxifraga llonakhensis），为虎耳草科虎耳草属下的一个植物种。